# 마크 길핀
마크 길핀(Marc Gilpin, 1966년 9월 26일 ~ )은 미국의 배우, 영화배우, 텔레비전 배우이다.
오스틴에서 태어났다.

## 영화
- 라이센스 투 킬 (1984년)
- 고독한 방랑자의 전설 (1981년)
- 외계인 가족 소동 (1981년)
- 죠스 2 (1978년)